# Monselice

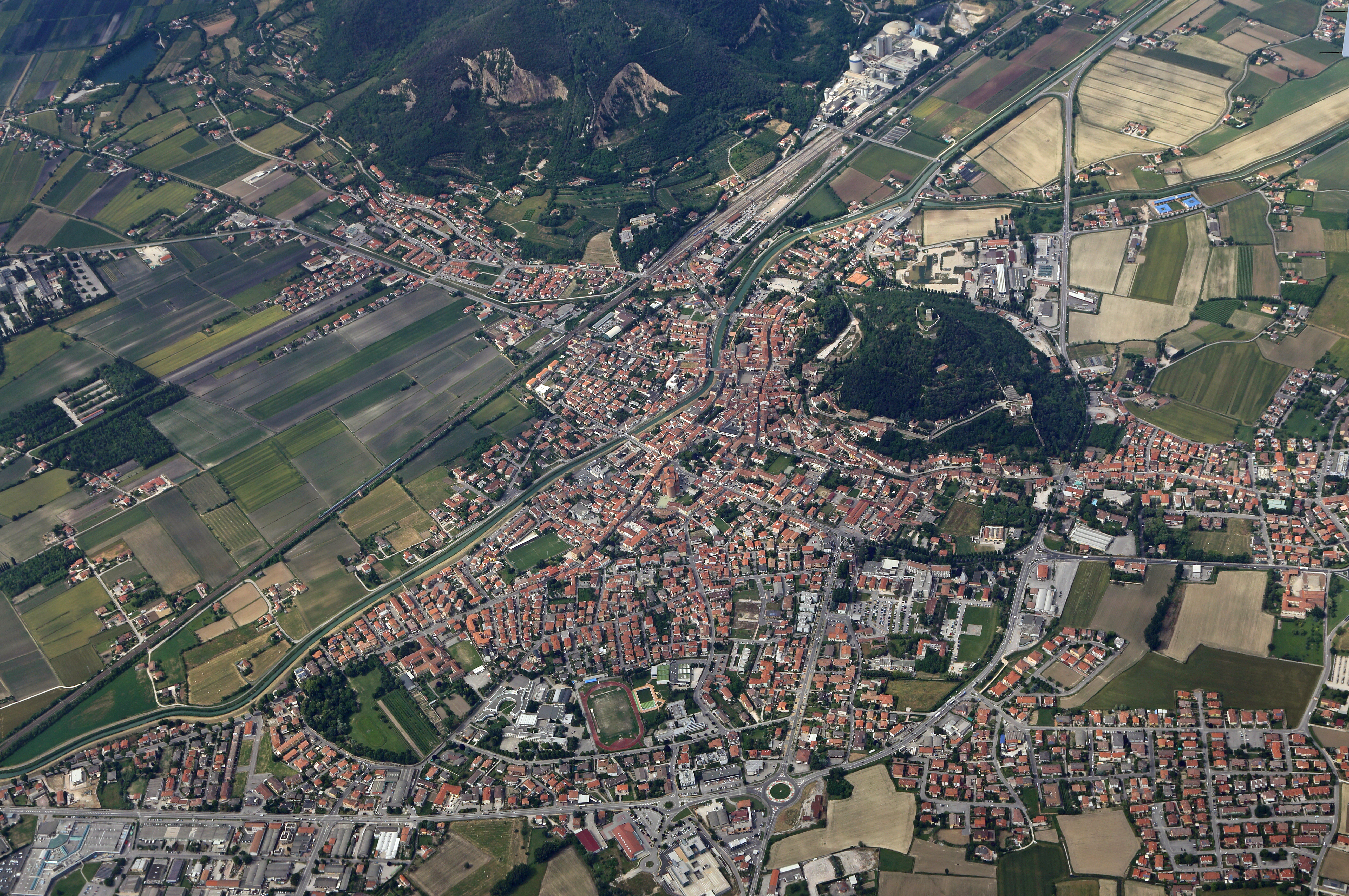
Monselice: fotografia aérea

Monselice é uma comuna italiana da região do Vêneto, província de Pádua, com cerca de 16.507 habitantes. Estende-se por uma área de 50 km², tendo uma densidade populacional de 330 hab/km². Faz fronteira com Arquà Petrarca, Baone, Battaglia Terme, Este, Galzignano Terme, Pernumia, Pozzonovo, San Pietro Viminario, Sant'Elena, Solesino, Tribano.

## Demografia
| Variação demográfica do município entre 1861 e 2011                               |
|                                                                                   |
| Fonte: Istituto Nazionale di Statistica (ISTAT) - Elaboração gráfica da Wikipedia |